# 라파엘 알코르타
라파엘 알코르타 마르티네스(스페인어: Rafael Alkorta Martinez, 1968년 9월 16일, 스페인 빌바오)는 은퇴한 스페인의 축구선수이다. 주 포지션은 센터백였다.

## 선수 경력
알코르타는 1978년 아틀레틱 빌바오 유소년 팀에 들어갔다. 1985년 아틀레틱 빌바오의 리저브 팀인 빌바오 아틀레틱과 계약하였고, 2년 동안 40경기에 출전하였다. 1987년 1군팀으로 올라왔고, 그해 10월 24일 레알 바야돌리드를 상대로 프리메라리가 데뷔전을 가졌다. 그는 1993년까지 172경기에 출전하며 실력을 인정받았고, 1993년 레알 마드리드 CF로 이적하였다. 그곳에서 페르난도 이에로와 호흡을 맞춘 그는, 107경기를 뛰며 2번의 리그 우승에 기여하였다. 1997년 아틀레틱 빌바오로 돌아갔고, 2002년 은퇴하였다.
그는 스페인 축구 국가대표팀의 일원으로서 활약하였는데, 54경기에 나왔다.

## 수상 경력
- 레알 마드리드 CF:
  - 스페인 리그: 1994-95, 1996-97
  - 스페인 슈퍼컵: 1994